# Latkowo (powiat radziejowski)
Latkowo – wieś w Polsce położona w województwie kujawsko-pomorskim, w powiecie radziejowskim, w gminie Osięciny.

## Podział administracyjny
W latach 1975–1998 miejscowość należała administracyjnie do województwa włocławskiego.

## Demografia
Według Narodowego Spisu Powszechnego (III 2011 r.) liczyła 205 mieszkańców. Jest jedenastą co do wielkości miejscowością gminy Osięciny.